# Palmares Paulista (kommun)
Palmares Paulista är en kommun i Brasilien.   Den ligger i delstaten São Paulo, i den sydöstra delen av landet, 600 km söder om huvudstaden Brasília. Antalet invånare är 10 938.
Följande samhällen finns i Palmares Paulista:
- Palmares Paulista

Trakten runt Palmares Paulista består till största delen av jordbruksmark. Runt Palmares Paulista är det ganska glesbefolkat, med 48 invånare per kvadratkilometer.